# Red Ribbon-monument
Het Red Ribbon-monument is een gedenkteken aan het Brasaplein in Nieuw-Nickerie, Suriname.
Het monument werd onthuld op 1 december 2008 tijdens Wereldaidsdag. Het was een initiatief van Pearl Fräser van het Nickerie Aids Team (NAT) om de mensen te herdenken die aan aids zijn overleden of leven met hiv. Voor de totstandkoming werkte het NAT samen met de WIN Groep (Welzijns Instituut Nickerie) en het BAD (Bureau Alcohol en Drugs). Deze drie organisaties organiseren jaarlijks een activiteit samen op Wereldaidsdag.
Het monument werd gemaakt door de uit Nickerie afkomstige kunstenaar Franky Amatsenen. Het is gemaakt van metaal en een uitbeelding van de wereld en haar werelddelen. Hierbovenuit steekt een rood lint, dat een internationaal symbool is voor solidariteit met aids- en hiv-geïnfecteerden. Het idee van het rode lint is afkomstig van Fräser. Zij sprak de hoop uit dat de taboesfeer rond dit onderwerp ooit een keer zal worden doorbroken. Tijdens de ceremonie droegen veel mensen in het publiek een rood lint.